# Festival internazionale di poesia di Trieste

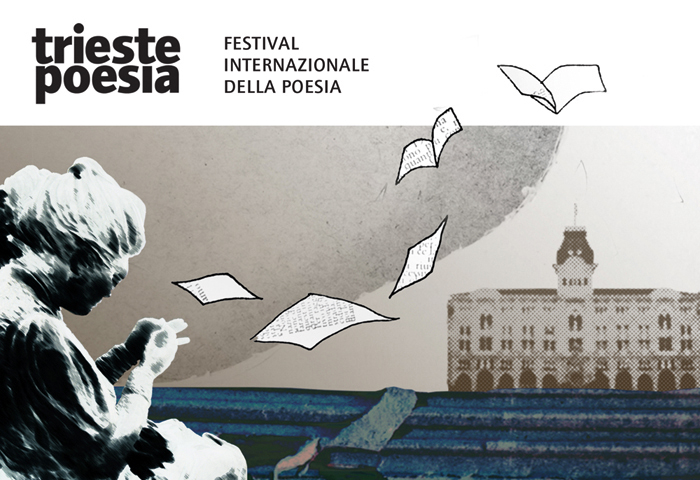
Logo Trieste Poesia

Il Festival internazionale della poesia di Trieste è una manifestazione di carattere letterario che si svolge annualmente nella città di Trieste, in Friuli-Venezia Giulia.

## Introduzione
Il  Festival internazionale di poesia di Trieste è espressione e parte di un progetto che nasce nel 1998, dalla volontà di far rifiorire il contatto tra Trieste e la poesia internazionale e realizzare l'ambizione di rivedere la città come principale crocevia letterario d'Europa. 
Il progetto, nato grazie all'associazione culturale Club Anthares, inizialmente comprendeva soltanto il  concorso nazionale Trieste Poesia per poi evolversi dal 2000 e assumere la portata attuale: una settimana d'inverno dedicata a letture, dibattiti, mostre, presentazioni di film e libri dedicati alla poesia, premi, slam poetry e concerti musicali sul tema.
Grazie al Festival, il Club Anthares ha avuto modo di celebrare grandi nomi della poesia internazionale: Justo Jorge Padrón, Álvaro Mutis, Mateja Matevski, Oliver Friggeri, Arturo Corcuera, Amadou Lamine Sall, Miguel Barnet, Tahar Ben Jelloun, Omar Lara, Gonçalo M. Tavares, Alda Merini, Ion Deaconescu, Rei Berroa, Wole Soyinka.
I premi assegnati durante il Festival sono: 
- Il premio internazionale Trieste Poesia, che è il riconoscimento per gli autori che con la loro opera hanno dato un forte contributo alla poesia internazionale. Il premio viene consegnato assieme ad un trofeo, una scultura ideata dall'artista triestina Samantha Sila, su cui vi sono incisi versi di Rainer Maria Rilke, James Joyce, Kosovel, e Umberto Saba, le quattro principali figure letterarie legate alla città. I versi dei vincitori del premio internazionale Trieste Poesia sono custodite ogni anno all'interno di piccole antologie a cura di FrancoPuzzoEditore, presentando la poetica di autori i cui versi sono spesso sconcosciuti dai lettori italiani, nonostante siano delle figure di riferimento nel resto d'Europa.
- Il premio Gerald Parks alla traduzione
- Il premio Anthares “Un Poeta per la Pace”
- Trieste International Poetry Slam

## Storia
Per quanto riguarda la letteratura, Trieste è sempre stata vista in modo particolare all'estero, grazie agli occhi di cantori come Rainer Maria Rilke, James Joyce, Kosovel e Umberto Saba.
Nonostante questo, non esisteva a Trieste una manifestazione capace di richiamare autori, nello specifico poeti, del panorama internazionale.
Per questo nel 1998, comincia a prendere forma il progetto concepito dall'associazione culturale Club Anthares, da un'idea di Gaetano Longo, Adriano Doronzo e Franco Puzzo, attraverso il concorso nazionale Trieste Poesia. L'anno successivo, al concorso viene affiancato il Premio Internazionale Trieste Poesia, e viene assegnato allo spagnolo Justo Jorge Padrón, quattro volte candidato al Premio Nobel, con un riscontro immediato nell'area culturale sia spagnola che nazionale.
Nel 2000 la manifestazione si espande, inserendo l'elemento essenziale che caratterizza e qualifica l'intero progetto: il Festival internazionale Trieste Poesia, che raccoglie tutte le attività poetiche affiancandole inoltre a performance musicali e teatrali, nell'intento di utilizzare sensibilmente tutti i mezzi espressivi. In quest'anno il premio viene assegnato ad Álvaro Mutis, considerato il maggior poeta vivente del mondo latino americano.
Durante la sua sesta edizione nel 2003, il festival assume l'attuale nome di Festival Internazionale della Poesia, mentre nel 2004 vengono istituiti due riconoscimenti, arricchendo la manifestazione: il Premio alla Traduzione dedicato al poeta, traduttore e collaboratore del festival Gerald Parks e il Premio Anthares "Un Poeta per la Pace".
Nel 2006 il vincitore del XIII Festival internazionale di poesia di Trieste è il noto scrittore Tahar Ben Jelloun, dal Marocco.
Il 2007 è il primo anno in cui viene deciso di non organizzare più il Concorso nazionale di poesia, mantenendo invece l'edizione del premio internazionale Trieste Poesia.
Da ricordare che nel 2009 il Premio Internazionale Trieste Poesia viene vinto per la prima volta da una connazionale: Alda Merini, poetessa candidata inoltre al Premio Nobel.
Sempre nel 2009 il Festival si convenziona con il Trieste International Poetry Slam, format del gruppo de "Gli Ammutinati", la gara di poesia più longeva d'Italia, definita dal poeta Lello Voce, gli "Internazionali di poesia". Per curare la parte del festival dedicata allo slam e agli eventi collaterali, il Festival chiama Christian Sinicco, poeta triestino.
È un altro nome d'eccezione a vincere il XIV Premio internazionale Trieste Poesia nella speciale edizione del 2012 del Festival internazionale di poesia di Trieste, che festeggia i suoi 15 anni: il poeta, drammaturgo, romanziere e saggista conosciuto per la sua opera quanto per il suo instancabile impegno civile, Wole Soyinka (Nigeria) noto anche per essere stato il primo africano a ricevere il premio Nobel per la letteratura.
Nel 2013 il Festival viene riconosciuto dall'Acadèmie Internationale "Mihail Eminescu“ come un crocevia culturale di riferimento: Le Prix International pour management culturel è stato consegnato presso Craiova (Romania) ad Adriano Doronzo e Franco Puzzo come segno della "profonda riconoscenza per l'attività costante nella diffusione della cultura e nella solidarietà artistica mondiale."

## Gemellaggi e collaborazioni
- Il giorno 11 dicembre 1999 è stato ufficializzato, a Trieste, il gemellaggio fra la Cattedra di Poesia della Mitteleuropa di Trieste e la prestigiosa Aula di Poesia di Barcellona;
- Dal 2005 avviene la prima collaborazione con il Collegio del Mondo Unito di Duino, con la lettura poetica dei giovani poeti ospiti;
- Nel 2006 inizia il gemellaggio virtuale con la webgallery d'arte poesia Anforah;
- nel 2009 inizia la collaborazione con il gruppo de "Gli Ammutinati" e il Trieste International Poetry Slam;
- Nel 2012 in gemellaggio con l'Académie Internationale “Mihail Eminescu” di Craiova (Romania) e la Spanish Poetry Marathon (Washington).

## Albo d'oro
Premio Internazionale Trieste Poesia:
- 1999 Justo Jorge Padrón (Spagna)
- 2000 Álvaro Mutis (Colombia)
- 2001 Mateja Matevski (Macedonia)
- 2002 Oliver Friggieri (Malta)
- 2003 Arturo Corcuera (Perù)
- 2004 Amadou Lamine Sall (Senegal)
- 2005 Miguel Barnet (Cuba)
- 2006 Tahar Ben Jelloun (Marocco)
- 2007 Omar Lara (Cile)
- 2008 Gonçalo M. Tavares (Portogallo)
- 2009 Alda Merini (Italia)
- 2010 Ion Deaconescu (Romania)
- 2011 Rei Berroa (Repubblica Dominicana)
- 2012 Wole Soyinka (Nigeria)
- 2013 José Eduardo Degrazia (Brasile)
- 2014 Nicolae Dabija (Repubblica di Moldavia)

Premio Gerald Parks alla Traduzione:
- 2004 Paolo Collo (dal portoghese)
- 2005 Glauco Felici (dallo spagnolo)
- 2006 Edy Quaggio (dall'inglese)
- 2007 Silvio Ferrari (dal croato)
- 2008 Paola Tomasinelli (dallo spagnolo)
- 2009 Fabrizio Dall’Aglio (al progetto editoriale)
- 2010 Sabrina Mori Carmignani (dal tedesco)
- 2011 Jolka Milič (dallo sloveno)
- 2012 Pietro Dini e Albert Làzaro-Tinaut (dall'estone)

Premio Anthares "Un poeta per la Pace":
- 2004 Edvino Ugolini (Italia)
- 2005 Pietro Zovatto (Italia)
- 2006 Eloy Machado (Cuba)
- 2007 Cristina di Lagopesole (Italia)
- 2008 Claudio Turina (Italia)
- 2009 Carla Carloni Mocavero (Italia)
- 2010 Rade Siljan (Macedonia)
- 2011 Milan Rakovac (Croazia)
- 2012 Gianmarco Lucini (Italia)

Trieste International Poetry Slam:
- 2005 Maria Valente
- 2006 Matteo Danieli
- 2008 Christian Sinicco
- 2009 Maurizio Benedetti
- 2010 Viorel Boldis
- 2011 Alfonso Maria Petrosino
- 2012 Giacomo Sandron